# Colom de la pau (escultura)
Colom de la pau (en basc: Bakearen Usoa) és una escultura de Néstor Basterretxea creada el 1980 i encarregada per l'Ajuntament de Sant Sebastià.

## Història

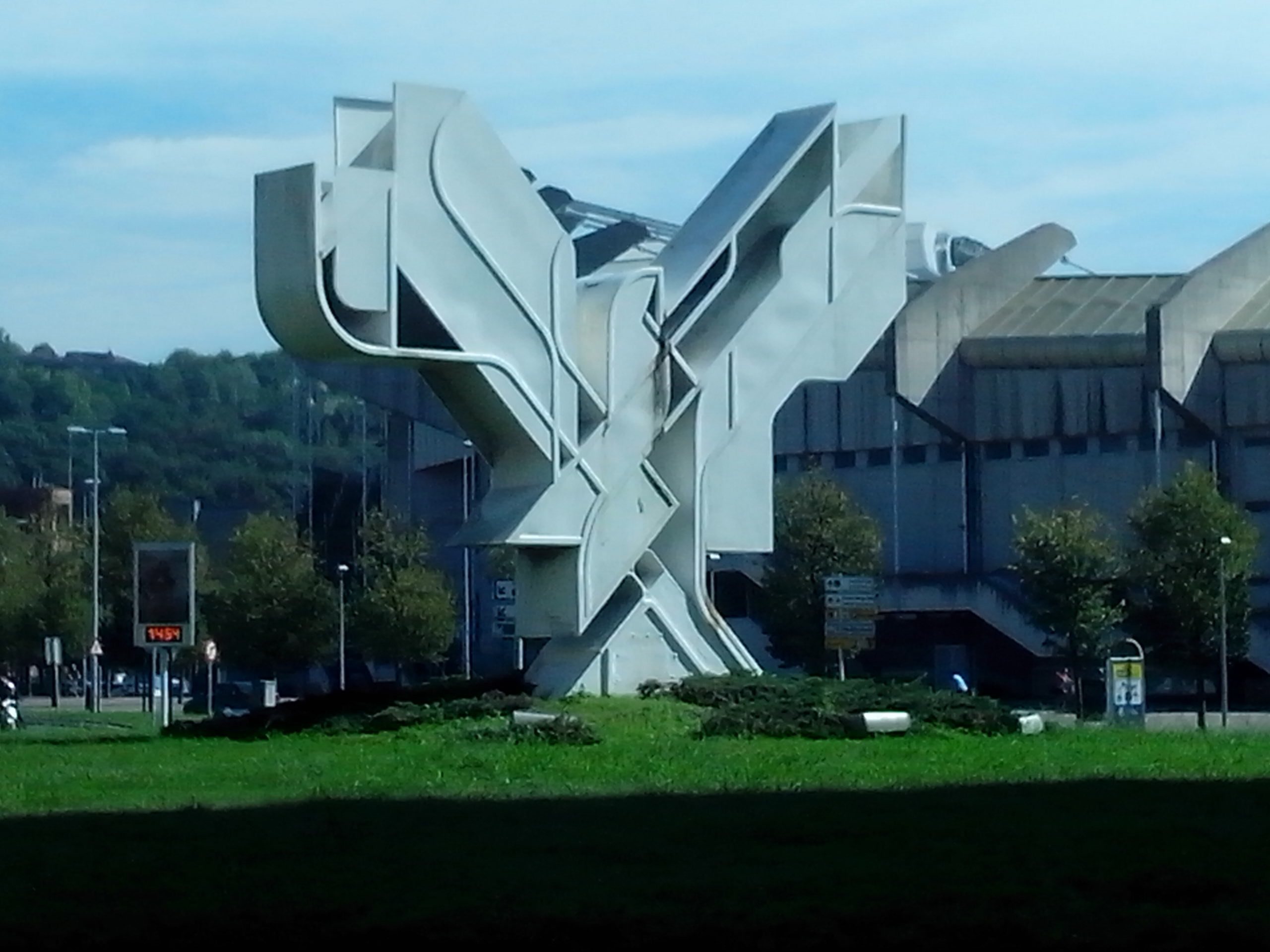
Estàtua davant l'estadi d'Anoeta.

A la fi de la dècada de 1980, l'Ajuntament de Sant Sebastià va encarregar a Néstor Basterretxea que realitzés aquesta monumental obra com un símbol del compromís de la ciutat amb la pau, la llibertat i la convivència. El consistori el va comprar des des del departament de comptes de "Escultures al carrer" per 10 milions de pessetes.
De fet, l'escultor biscaí va tenir la idea d'utilitzar el símbol universal de la pau i va crear un colom gegant amb un perfil ferm, de set metres d'altura, nou metres d'ample i un de fons, de quatre tones de pes, amb ferro recobert amb polièster blanc.
Des de la seva inauguració el 21 de desembre de 1988 davant del Golf de Biscaia, a la platja de Zurriola, l'escultura ha patit diversos trasllats. A causa de les obres del Palau de Congressos i Auditori Kursaal, el 18 d'octubre de 1998 l'escultura, creada per ser vista des del front, va ser col·locada a la plaça Aita Donostia, davant de l'estadi d'Anoeta. El 10 de desembre de 2014 va ser tornada al seu lloc d'origen, al barri de Sagües, davant de la platja de Zurriola, compartint espai amb obres de Jorge Oteiza i Eduardo Chillida. El trasllat va coincidir amb la inauguració de la plaça de Tomás Alba (indret on se situa l'obra artística), que fins al moment tenia una plaça a nom seu a Astigarraga ja fins 1987 formava part de Sant Sebastià. Tomás Alba Irazusta fou un regidor d'Herri Batasuna al municipi que fou assassinat el 28 de setembre de 1979 per membres d'extrema dreta espanyolista integrats al Batallón Vasco Español.